# پاتریک هلمز
پاتریک هلمز (انگلیسی: Patrick Helmes؛ زادهٔ ۱ مارس ۱۹۸۴) بازیکن فوتبال اهل آلمان است.
از باشگاه‌هایی که در آن بازی کرده‌است می‌توان به اشپورت فقاند زیگن، باشگاه فوتبال وولفسبورگ، باشگاه فوتبال کلن، و باشگاه فوتبال بایر ۰۴ لورکوزن اشاره کرد.
وی همچنین در تیم‌های ملی فوتبال Germany national football B team، زیر ۲۱ سال آلمان، و آلمان بازی کرده‌است.